# Amira Yoma
Amalia Beatriz "Amira" Yoma (Nonogasta, La Rioja, 18 de agosto de 1952) es reconocida como una política argentina que llegó al poder de la mano del presidente Carlos Menem, por entonces cuñado suyo, que le otorgó la dirección de la Secretaría de Audiencias, y también por estar imputada en el juicio por narcodólares que se denominó Yomagate. Su apodo "Amira" significa "princesa" en árabe. Es la menor de ocho hermanos, entre ellos los más conocidos son Emir y Zulema Yoma. Otros miembros conocidos de su familia son su primo Jorge Yoma, su cuñado Carlos Menem y su sobrina Zulema Menem.

## Biografía
Entre los 6 y los 20 años vivió en la capital de Siria, Damasco, lugar donde aprendería a hablar el idioma árabe y del cual retornaría por pedido de su hermana Zulema. El dominio del árabe, según explicaría el gobierno, le otorgaría su designación en los Cascos Blancos, que sería comunicada en el programa de Mirtha Legrand el 18 de agosto de 1998, según el cual percibiría un sueldo de 1.700 dólares.
En 1983 comenzó a trabajar con Carlos Menem como Directora de Audiencias en la provincia de La Rioja, luego pasaría a ocupar un cargo en el banco provincial. A fines de 1986 se casó con Ibrahim al Ibrahim y vivieron en Wilde hasta 1989 cuando se mudaron a Capital Federal, y antes de cumplir los tres años de pareja se separaron.
En 1989 luego de la elección de Carlos Menem como presidente, con quién comenzó a trabajar desde 1983, sería designada como directora de Audiencias de la Nación, obteniendo el despacho más importante de la Casa Rosada luego del presidencial. En los primeros años de la política era una figura emblemática en las reuniones oficiales y entre los primeros del menemismo. En 1991 debería renunciar al cargo por el escándalo del lavado de los narcodólares, que afectaría también a su exmarido Ibrahim al Ibrahim, quién era el encargado en la Aduana de Ezeiza.
Bajo el amparo presidencial se gestionaron varios intentos de otorgarle alguna función política, una de ellas sería desechada por Guido Di Tella, quién conducía el Ministerio de Relaciones Exteriores. También llamó a la entonces diputada frepasista Graciela Fernández Meijide para solicitarle que su regreso al poder no fuese criticado ferozmente por la oposición.
Pocas veces era entrevistada en la televisión, con excepciones como Mirtha Legrand y Mariano Grondona.
Tras varios años de bajo perfil, Amira volvería al gobierno en agosto de 1998, cuando fue nombrada como asesora de la Secretaría de Cascos Blancos por seis meses. Su carácter fuerte la hizo tener un enfrentamiento con el jefe de los Cascos Blancos, Octavio Frigerio, por lo que abandonó el puesto. Por ello, pediría a su ex cuñado que la reubique y finalmente sería contratada por el entonces Ministerio de Trabajo y Previsión Social. Cuando fue descubierta por la prensa en un nuevo cargo político, ella explicó su contratación: «Hago distintas cosas, pero no las puedo decir».
En su declaración ante la Cámara de Senadores, el 1 de diciembre de 1994, se responsabilizaría por el otorgamiento del pasaporte al traficante Monzer Al Kassar. En 1995 se casó con el periodista Jorge "Chacho" Marchetti y, en ese mismo año, viajaría a España a entrevistarse con el juez de la causa del Narcogate, Baltazar Garzón.
El 3 de mayo de 1999 se desempeñó en los Cascos Blancos, y el 7 de mayo del mismo año pasaría a formar parte de la órbita de Erman González en el Ministerio de Trabajo con un sueldo de 4000 pesos, luego de que, según su declaración, rechazara la propuesta de ser asesora de la Secretaría de Desarrollo Social que fue ofrecida por el entonces titular, José Figueroa, porque según dijo «porque no me pareció ético tener otro contrato». Pero quedaría desempleada luego de la renuncia de Erman González a la cartera ministerial.
A continuación, se mudaría a Marbella, donde muchos sirios sus casas y donde su marido "Chacho" Marchetti decidió instalar un local gastronómico. Pese a ello, los cuatro efectivos policiales que custodiaban su casa del barrio de Belgrano R (Capital Federal) continuaban sus tareas, ya que se dijo que estaba en una misión oficial. El negocio gastronómico cerraría en Marsella por el mal de la "vaca loca" y retornarían a Buenos Aires.

## Yomagate / Narcogate
En la década de 1990, es detenido el contador del Cartel de Cali Ramón Humberto Puentes, en Punta del Este por solicitud del juez español Baltazar Garzón de quien se sospechaba que introducía cocaína a Uruguay. Entre sus pertenencias se encontró un cuaderno de tapa dura que puso en evidencia a figuras del poder argentino de aquel entonces. Amira Yoma estaba señalada en el cuaderno como trasladando un "cargamento" desde New York, en el que señala: «Amira 720 (- 50)».
Cuando se quisieron despejar dudas, se detectó además el nombre de su entonces marido el coronel sirio Ibrahim al Ibrahim, quién era responsable de la Aduana de Ezeiza designado por decreto del entonces vicepresidente Eduardo Duhalde, y que además era consignado como que había trasladado hasta el momento «7.559.000 dólares».

«En varios viajes sucesivos Amira Yoma trasladó hacia Uruguay una cantidad de dinero imposible de cuantificar, escondido en puertas y carrocería de una camioneta Peugeot 505 break color gris».
Extracto del expediente del Juzgado de Uruguay.

El 1 de marzo de 1991, al revista española Cambio16 publicó que el juez Baltazar Garzón se encontraba investigando a figuras del poder muy cercanas a Carlos Menem, entre los implicados figuraba Amira Yoma, Ibrahim al Ibrahim y Mario Caserta, subsecretario de Servicios Públicos. Según un arrepentido, el trabajo de la pareja Yoma-Ibrahim era el de cargar valijas con dinero en New York y llevarlas a Buenos Aires como equipaje sellado, desde donde se recogían y eran llevadas a Uruguay.
En julio de 1992, Amira fue detenida y enviada a prisión bajo fianza por la acusación de introducir en el país maletas con "narcodólares". Finalmente su caso sería sobreseído por la justicia argentina en abril de 1994 por pedido del fiscal Carlos Stornelli y escrito por el entonces secretario de cámara Gabriel Cavallo, pese a que la justicia española continuó con la orden de detención internacional.
En una entrevista a fines de mayo de 1998, a Monzer Al Kassar se le preguntó si continuaba siendo amigo de Amira Yoma, el respondió:

«Ah, sí. La conozco muy bien, y también a su hermana Zulema y a toda la familia, porque vivíamos en la misma calle de Damasco. La encontré en Buenos Aires en 1991 y desde entonces nos vimos muchas veces. Ha estado de visita aquí, en mi casa».
Monzer Al Kassar, 1998.

## Actualidad
Amira nuevamente estaría en el estrado por una imputación en 2004, esta vez en una acusación por presuntas irregularidades en créditos contratados por la curtiembre familiar Yoma S.A., conocida como Grupo Yoma, con los bancos Nación, Provincia y el Ciudad. Causa de la que sería sobreseída toda su familia en septiembre del mismo año por el juez federal Claudio Bonadío.
En noviembre de 2009 mientras Amira conducía su automóvil hacia la casa de una amiga fue interceptada, dispararon dos veces contra el vehículo y se fugaron. A continuación, a las 3 de la madrugada recibiría un llamado telefónico en el que la amenazaron «Basta de hacer prensa. Te vamos a matar. Te vas a tener que ir del país».
En octubre de 2012 en un programa de televisión, Amira declaró sobre el caso de las valijas:

«La acusación era por 50 mil dólares que yo me había quedado. Y que yo traía valijas con dólares. Pero yo traía valijas con ropa. Después de eso, tuve que firmar la renuncia y ahí no salí más de mi casa porque me daba vergüenza».
Amalia "Amira" Yoma, 2012.

Recientemente, "Amira" Yoma dirigía un restaurante árabe en el barrio de Belgrano junto a su último marido, el experiodista Jorge "Chacho" Marchetti (1942-2019).